# 凡尔登地区博蒙
凡尔登地区博蒙（法語：Beaumont-en-Verdunois，法語發音：[bomɔ̃ ɑ̃ vɛʁdynwa]），又纯音译作博蒙昂韦迪努瓦，是法国默兹省的一个市镇，位于该省北部，属于凡尔登区。该市镇总面积7.87平方公里，2021年时的人口为0人，是默兹省第一次世界大战期间被摧毁的九个村庄之一。

## 地理
凡尔登地区博蒙（49°15'31"N, 5°24'28"E）面积7.87 平方千米，位于法国大東部大區默兹省，该省份为法国西北部内陆省份，北与比利时接壤，西接马恩省和阿登省，南至上马恩省和孚日省，东临默尔特-摩泽尔省。
与凡尔登地区博蒙接壤的市镇（或旧市镇、城区）包括：阿扎讷和苏马扎讷、尚讷维尔、萨莫尼厄附近欧蒙、卢沃蒙-科特迪普瓦夫尔、穆瓦雷弗拉巴克雷皮翁、奥尔讷、萨莫尼厄、维尔德旺肖蒙。
凡尔登地区博蒙的时区为UTC+01:00、UTC+02:00（夏令时）。

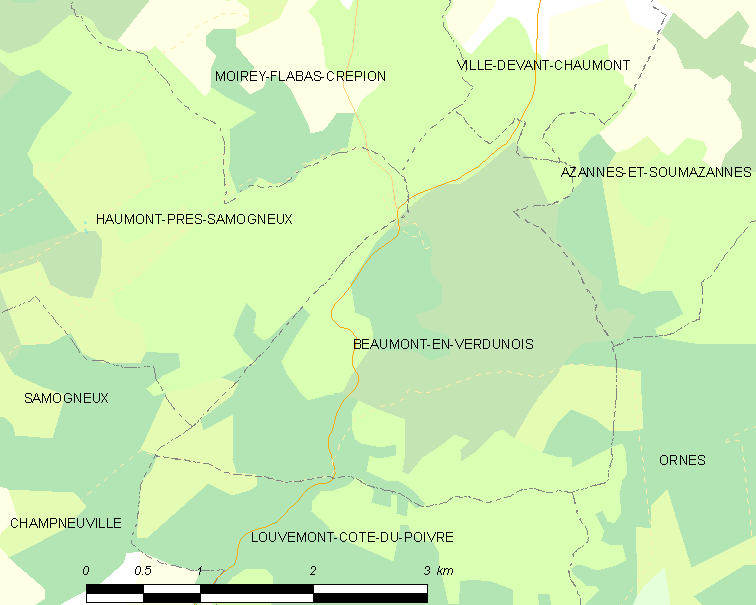
凡尔登地区博蒙的OSM定位图

## 行政
凡尔登地区博蒙的邮政编码为55100，INSEE市镇编码为55039。

## 政治
凡尔登地区博蒙所属的省级选区为默兹河畔贝尔维尔县。

## 人口

1962-2008年间凡尔登地区博蒙人口变化图示

凡尔登地区博蒙于2022年1月1日时的人口数量为0人。